# Nagy Keresztély János
Nagy János vagy Nagy Keresztély János (Nagyvárad, 1732. június 17. – Szany, 1803. augusztus 2.) bölcseleti doktor, költő, római katolikus plébános. 

## Élete
1747. október 14-től a Jézus-társaságnak volt a tagja; a szerzet eltöröltetése (1773) után világi pap és Győrött karkáplán lett, azután szanyi (Győr megye) plébános, ahol 25 évet töltvén, 1803-ban 71 éves korában meghalt. Pártolója volt a korában öntudatára ébredt nemzeti eszmének, mely a nemzeti nyelv és öltözet pártolásában nyilvánult meg; tisztelő barátja a magyar íróknak, különösen Révai Miklósnak, aki őt egy hozzá intézett és Nagy holta után ennek irományai közt fellelt levelében „atyjának” nevezte, s kíméletlen ostorozója a lábrakapott idegen módinak és beszivárgott rossz erkölcsöknek. Sopron vármegye táblabírája volt.
Magyar és latin költeményei vannak a Magyar Hirmondóban (1792. 2 sz. Told., 1793., 1795-1798).

## Munkái
- Méhi gazdaság, a mellyet Ovidius rendihez alkalmaztatott magyar versekben foglalt. Győr, 1786.
- Nyájas Múzsa. Győr, 1790.
- Egy köz jót szerető hazafinak currense vagy-is futó levele t. n. Weszprim vármegyei státusokhoz. Hely n. 1790. (ügyes kortes-vers).
- Udvari Kátó, vagy is Grátzián Boldizsárnak Faludi Ferencz által fordíttatott CCC makszimái. Mellyeket alagyás versekbe foglalt… Győr, 1790.
- Az oroszlány és a nyájas múzsa. Győr, 1790. (Költemény. Névtelenül. Szaitz Leo ellen).
- József Egyiptus vicze királlya. Örvendetes szabású játék, mellyet a magyarországi palatinusnak tiszteletére alkalmaztatott. Győr, 1790.
- Erszényházy Pál és Gyomordi kisaszony, azaz a kávénak és nádméznek drágasága. Irta a Nyájas Múzsa szerzője… 1792. ápril elején. Bécs. (Költemény. Különnyomat a M. Hirmondóból).
- Örömöt és hála-adást eszközlő beszéd. Midőn I. Ferencznek apost. királyunknak császári és királyi szerencsés megkoronáztatása végett t. n. Soprony vármegye hála adó áldozatot mutatott az Istennek, mondotta … 1792. Szent Mihály havának 18. napján. Sopron.
- Mélt. Várkonyi gróf Amade Antal urnak, Böös, Baar, Marczaltő örökös urának és a költségével készült marczaltői csatornának emlékezetére. Irta a Nyájas Múzsának szerzője… Győr, 1792. (Költem.).
- T.-N. Soprony-vármegyének versbekötött öröme, midőn hertzeg Eszterházi Miklós Kis-Martonban fő-ispányságra bé-iktattatna 1794. eszt. Sz. Iván havának 24. napján. Sopron.
- A szombathelyi nemes tábornak ő királyi felségek előtt tett hadi gyakorlása 1797. kis-asszony havának 16. 17. és 18. napján. Bécs. (Költemény. Különnyomat a M. Hirmondóból. Ugyanez latinul. Szombathely, 1797.).
- Szent-Andrási Féniksz. Vagy-is ezen nevezetű helységben, mélt. Tolnai groff Festetits Ignátz által ujonnan építtetett ditső templom. Sopron, 1799. (Költ.).
- Felső Szopori Szily Jánosnak első szombathelyi püspöknek bánat-szüntető emlékezete. 1799. Sombathely. (Költ.).
- Halottas beszéd mellyben VI. Piusnak, római sz. pápának dicséretét foglalta és deák nyelven hirdette az eminenciás és főtiszt. cardinálisok előtt Brancadoro Czézár nizibini érsek, a pátriarchai templomban gyászos egyházi szent pompával megtiszteltetett 1799. eszt. okt. utolsó napján. Ford. és keresztyény híveknek közönségessé tette… Szombathely, 1800.

Kéziratban a Magyar Nemzeti Múzeumban: levelei Révai Miklóshoz: Szany 1788. ápr. 4., jún. 31. 